# Science-Fiction-Jahr 1827
Übersicht

◄◄ | ◄ | 1823 | 1824 | 1825 | 1826 | Science-Fiction-Jahr 1827 | 1828 | 1829 | 1830 | 1831 | ► | ►►

Weitere Ereignisse

## Neuerscheinungen Literatur
| Deutscher Titel | Deutschsprachiges Erscheinungsjahr | Originaltitel | Autor          | Anmerkungen |
| --------------- | ---------------------------------- | --- | -------------- | --- |
|                 |                                    | A Voyage to the Moon : With Some Account of the Manners and Customs, Science and Philosophy, of the People of Morosofia, and Other Lunarians | George Tucker  | |
|                 |                                    | The Mummy!: Or a Tale of the Twenty-Second Century                                                                                           | Jane C. Loudon | anonym erschienener 3-bändiger Roman, in dem im 21. Jahrhundert die Mumie des Pharao Cheops wieder zum Leben erweckt wird |

## Geboren
- Lazar von Hellenbach († 1887)
- Philipp Wasserburg († 1897)